# 11 mai 1959
Le lundi 11 mai 1959 est le 131e jour de l'année 1959.

## Événements
- Fin de championnat des Pays-Bas de football 1958-1959.
- La grotte de Gouy, située sur la commune française de Gouy dans le département de la Seine-Maritime en région Normandie, fait l’objet d’un classement au titre des monuments historiques à la demande d’Henri Breuil, prêtre catholique et préhistorien français surnommé le « pape de la Préhistoire ».
- La Pierre Couverte, dolmen sur la commune française de Bercenay-le-Hayer dans le département de l'Aube en région Grand Est, daté du Néolithique récent - Chalcolithique, fait l’objet d’un classement au titre des monuments historiques.
- Les ministres des affaires étrangères de la Grande-Bretagne, de la France, de l'Union soviétique et des États-Unis se réunissent à Genève pour une conférence de 17 jours sur la réunification de l'Allemagne, sans parvenir à un accord.

## Naissances

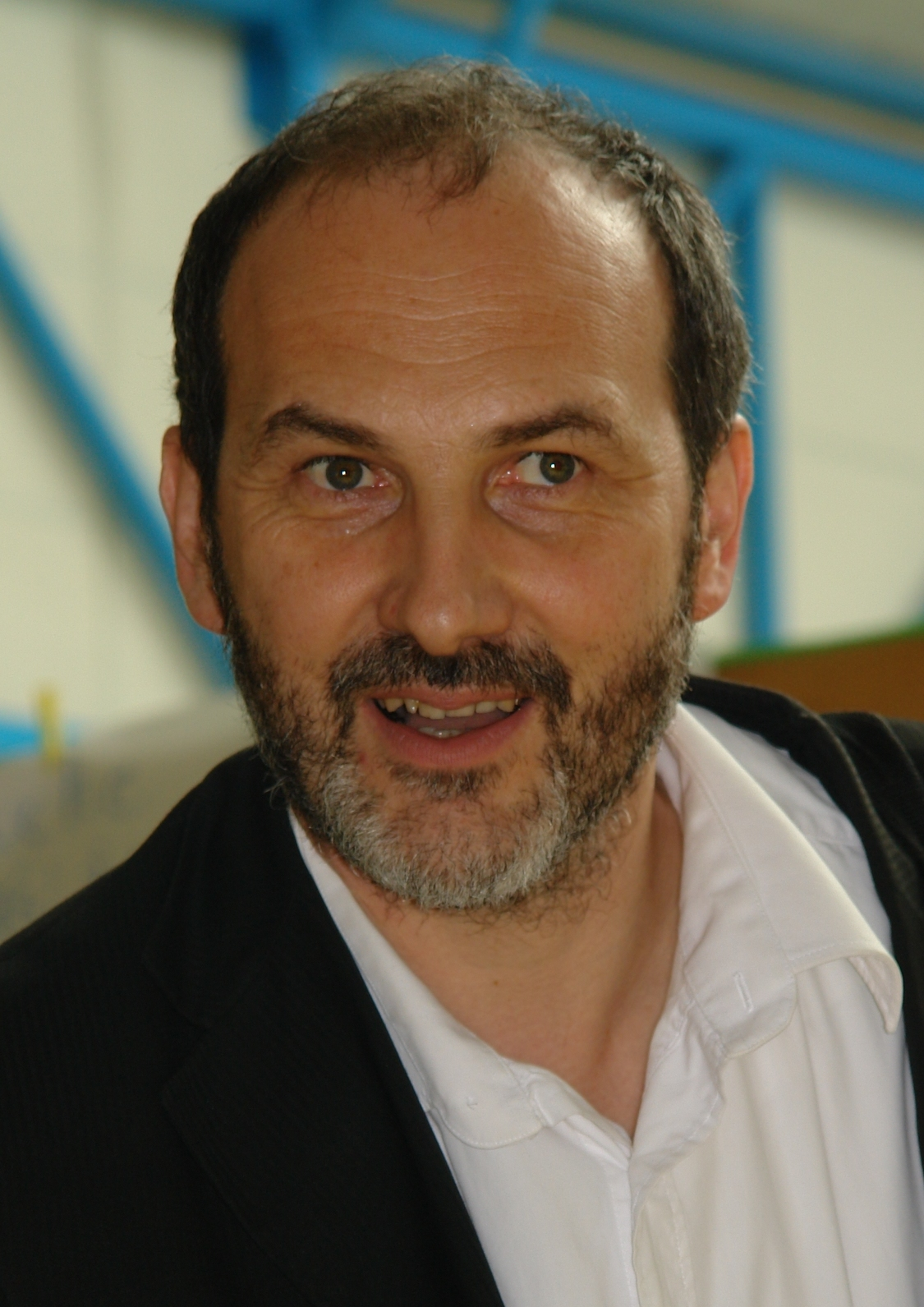
Paul Ariès, politologue et rédacteur en chef français.

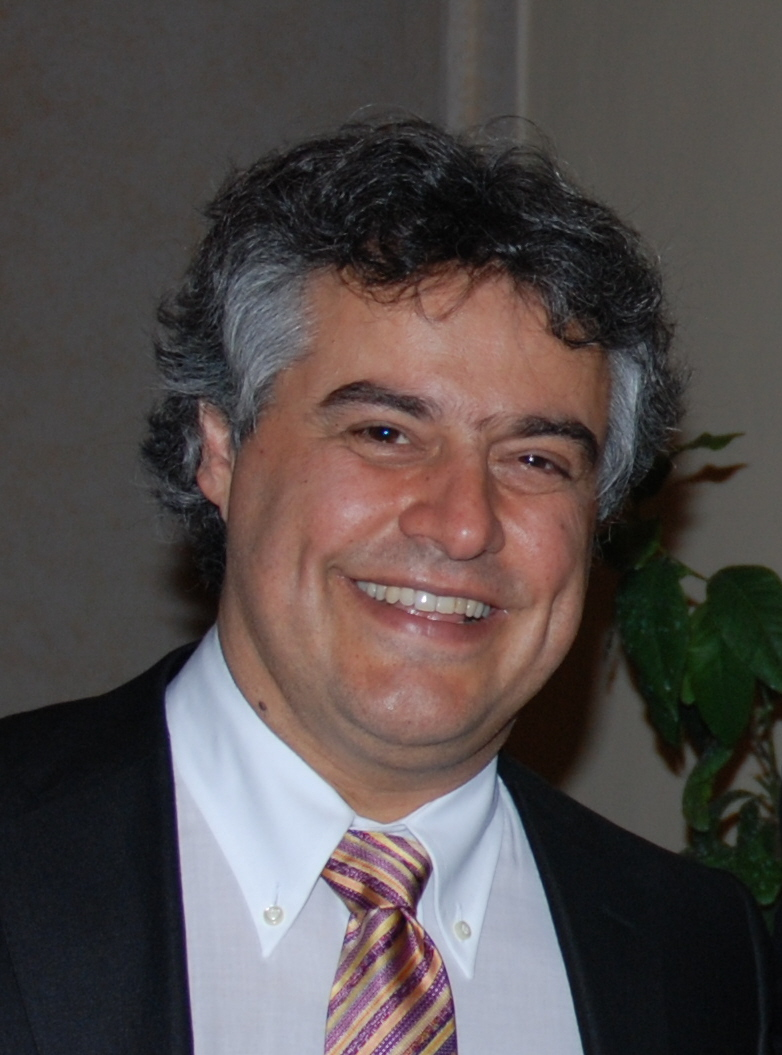
Silvio Barbato, chef d’orchestre et compositeur italien.

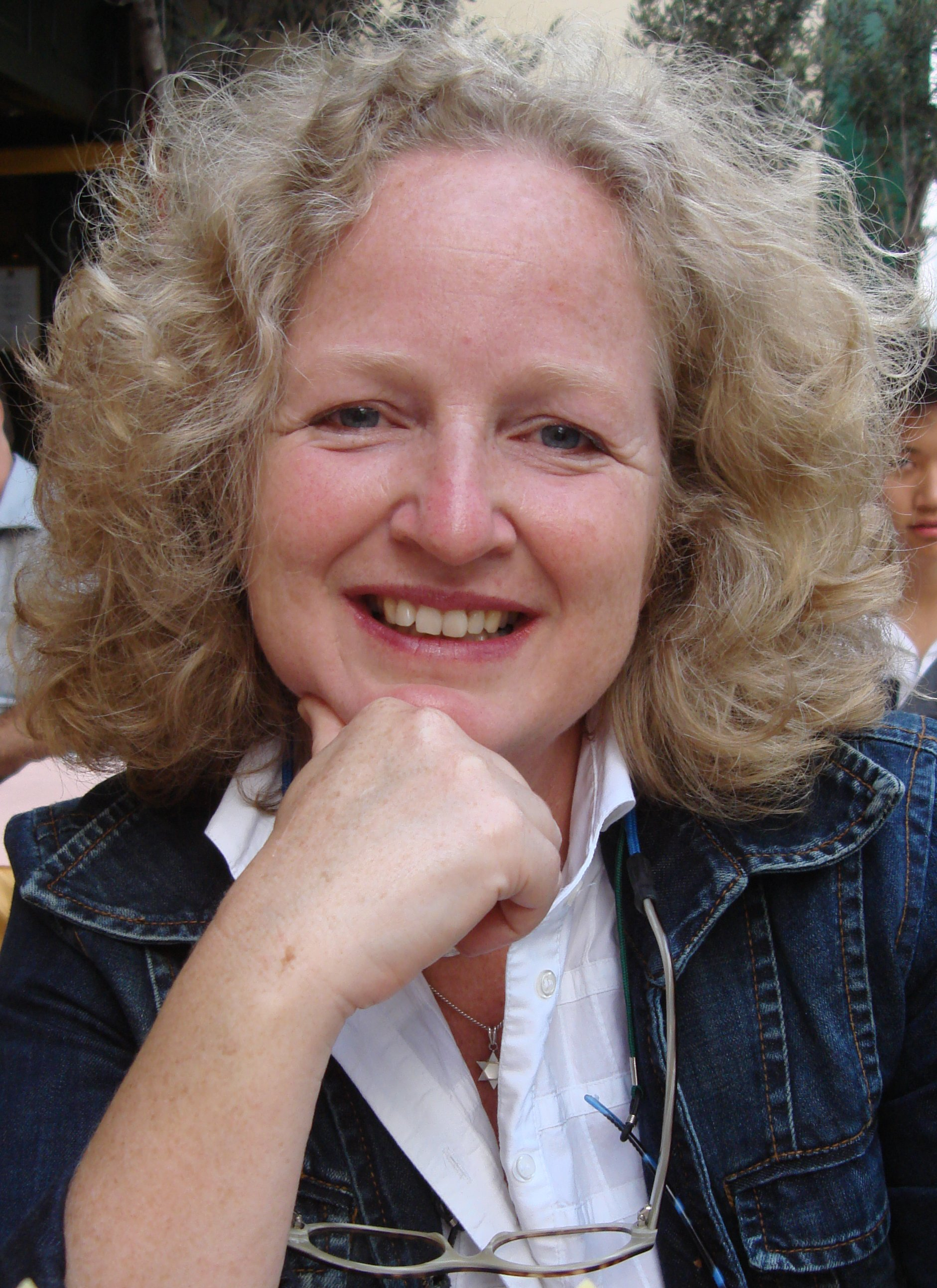
Sanne Terlouw, écrivaine et essayiste néerlandaise.

- Alireza Ali Ahmadi (en), homme politique et ministre iranien ;
- Theodora Bertzi (ro), médecin et femme politique roumaine ;
- Bruce Allen (en), physicien américain ;
- Enrique Amrein (es), militaire argentin, commandant en chef des forces aériennes ;
- Paul Ariès, politologue et rédacteur en chef français ;
- Marcello Artiaga (pt), cavalier brésilien ;
- Silvio Barbato (en) (mort le 1er juin 2009 dans un crash d’avion), chef d’orchestre d’opéra et compositeur italo-brésilien ;
- Patrizia Busignani, femme politique saint-marinaise ;
- Champi Chatterjee (en) (mort le 20 août 2010), joueur de cricket indien ;
- Gerard Christopher (en), acteur, producteur et écrivain américain ;
- Magne Ivar Drangeid (no), écrivain norvégien ;
- Roberto Elie (en), footballeur vénézuélien ;
- Michael Carey Goudeau (en), jongleur et clown américain ;
- Giovanni Grattoni (es), basketteur italien ;
- Didier Guillaume, homme politique et ministre français ;
- Isabelle Héberlé (en), tireuse sportive française ;
- Juan Antonio Jiménez, cavalier de dressage espagnol ;
- Zang Jinsheng (en), acteur chinois ;
- Martin Lauriks (nl), rameur néerlandais ;
- Kerstin Lauterbach (de), femme politique allemande ;
- Josephine Miles Lewis (en) (née le 10 mars 1865), peintre impressionniste américaine ;
- Laura Manolache (de), musicologue et compositrice roumaine ;
- Alain Martel (de), joueur canadien de billard américain ;
- Gianfranco Mazzoni (it), journaliste sportif italien ;
- Martin New (en), footballeur anglais ;
- Kojin Ono (en), désigner de jouets et ingénieur japonais ;
- Martha Quinn (en), actrice et personnalité de télévision américaine ;
- Marie-Jeanne Riquet, femme politique belge ;
- Alfredo Rodríguez y Pacheco (es), homme politique mexicain ;
- Daniel Rodríguez Risco (es), écrivain et réalisateur péruvien ;
- Kathe Sandler (en), réalisatrice américaine ;
- Marco Scardigli (it), essayiste et écrivain italien ;
- Heidrun Schellschmidt (de), femme politique allemande ;
- Sanne Terlouw (nl), écrivaine et essayiste néerlandaise ;
- Alan Trigg (de), joueur de snooker anglo-ukrainien ;
- Buğra Uğur (tr) (mort le 30 juin 2012) compositeur, arrangeur et chef d'orchestre turc ;
- Bert Wiersema (nl), écrivain néerlandais de littérature d'enfance et de jeunesse ;
- Ion Zare, footballeur roumain.

## Décès

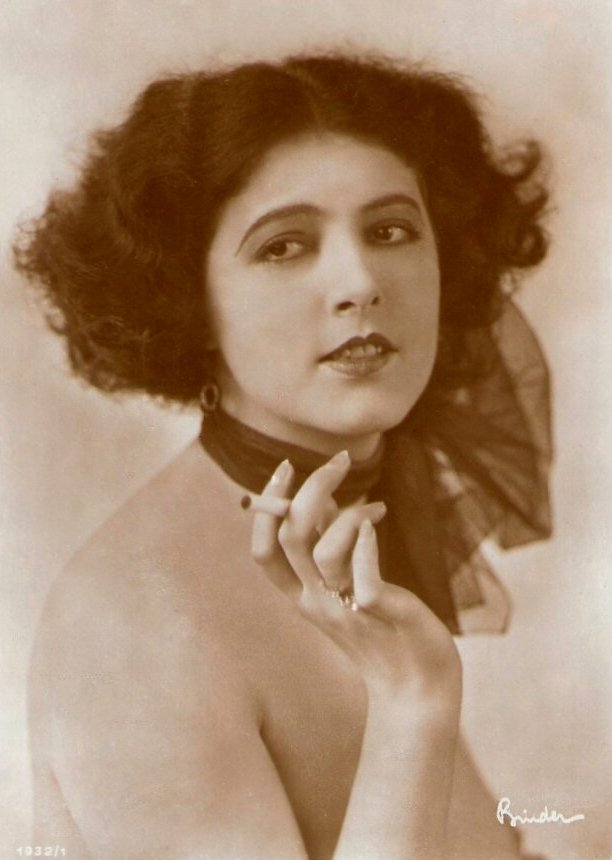
Marcella Albani, actrice italienne de cinéma muet.

- Marcella Albani (née le 7 décembre 1899), auteure et actrice italienne de cinéma muet ;
- Walter Anderson (en) (né le 27 juillet 1890), officier de la Royal Air Force et héros anglais. En 1928, alors que l’avion dans lequel il volait s’abîmait en mer à quelque distance de la côte, il parvient avec un autre passager à ramener à la nage en plein hiver le pilote blessé. Il reçut la croix de George pour cet acte de bravoure ;
- Fritz Bange (sv) (né le 7 juillet 1885), sculpteur et ciseleur suédois ;
- Antoine Castonguay (né le 14 juin 1881), personnalité politique canadienne ;
- Howell G. Crim (en) (né le 2 octobre 1898), huissier en chef de la Maison-Blanche américain de 1938 à 1957 ;
- George A. Gordon (en) (né le 19 novembre 1885), avocat, diplomate et ambassadeur américain ;
- Gene Havlick (né le 16 mars 1894), monteur américain de cinéma ;
- Thomas Hutton-Mills (en) (né le 14 novembre 1894), avocat, homme politique et diplomate de la Côte de l'Or puis du Ghana ;
- Pierre Masson (né le 12 novembre 1880), médecin franco-canadien ;
- Arvid Spångberg (né le 3 avril 1890), plongeur suédois ;
- Josef Wesenauer (de) (né le 11 février 1872), ouvrier, représentant syndical et homme politique autrichien.